# Bechium
Bechium DC., 1836 è un genere di piante angiosperme dicotiledoni della famiglia delle Asteraceae.

## Etimologia
Il nome scientifico del genere è stato definito per la prima volta dal botanico e micologo svizzero DC. (1778-1841) nella pubblicazione "Prodromus Systematis Naturalis Regni Vegetabilis (DC.)" (Prodr. [A. P. de Candolle] 5: 70) del 1836.

## Descrizione
Le specie di questa voce sono erbacee erette o con proliferazione orizzontale. La pubescenza, sia degli steli che delle brattee, è formata da peli sericei, rossi con all'apice delle ghiandole multicellulari. Gli organi interni di queste piante contengono lattoni sesquiterpenici.
In genere sono presenti sia foglie basali che cauline. Le foglie lungo il caule normalmente sono a disposizione alternata. Quelle basali (se presenti) spesso formano delle rosette. La forma della lamina (semplice o segmentata) è più o meno lanceolata. I bordi possono essere continui, dentati o spinosi. La superficie superiore è verde, quella inferiore è più scura. Le venature in genere sono pennate. Le stipole sono assenti.
Le infiorescenze sono scapiformi, composte da uno a molti capolini. I capolini, discoidi, sono formati da un involucro persistente a forma emisferica composto da brattee (o squame) all'interno delle quali un ricettacolo fa da base ai fiori tubulosi. Le brattee, circa 30, sono disposte in circa 3 serie in modo embricato e scalato ed hanno delle forme da lineari a lanceolate; i bordi sono dentati; il colore è più o meno verde. Il ricettacolo, a forma piatta o più o meno conica, può essere privo o no di pagliette.
I fiori, da 25 a 50, sono tetra-ciclici (ossia sono presenti 4 verticilli: calice – corolla – androceo – gineceo) e pentameri (ogni verticillo ha 5 elementi). I fiori sono ermafroditi (bisessuali) e fertili.
- Formula fiorale:

*/x K {\displaystyle \infty }, [C (5), A (5)], G 2 (infero), achenio
- Calice: i sepali del calice sono ridotti ad una coroncina di squame.
- Corolla: la corolla dei fiori ligulati è piatta e termina con alcuni denti in modo frangiato; quella dei fiori tubulosi ha un profondo tubo con 5 lobi finali. I colori sono lavanda, blu o bianco.
- Androceo: gli stami sono 5 con filamenti liberi, glabri o papillosi e distinti. Le antere sono saldate in un manicotto (o tubo) circondante lo stilo ed hanno in genere hanno una forma sagittata con base arrotondata. Le appendici apicali delle antere non sono ghiandolose. Nell'endotecio sono presenti delle zone più spesse. Il polline normalmente è tricolporato (non "lophato") a forma sferica o schiacciata ai poli.
- Gineceo: lo stilo è filiforme con due stigmi. La base dello stilo ha dei nodi. Gli stigmi sono lunghi e divergenti; sono sottili, pelosi e con apice acuto; la superficie stigmatica è interna (vicino alla base). L'ovario è infero uniloculare formato da 2 carpelli. L'ovulo è unico e anatropo.

I frutti sono degli acheni con pappo. La forma dell'achenio in genere è subcilindrica con 10 coste e superficie pubescente per peli ispidi. Nell'achenio, privo di fitomelanina, sono presenti dei rafidi corti o allungati. Il pericarpo può essere di tipo parenchimatico, altrimenti è indurito (lignificato) radialmente.  Il carpoforo (o carpopodium - il ricettacolo alla base del gineceo) è anulare. I pappi, formati da una o più serie di squame capillari, persistenti, sono direttamente inseriti nel pericarpo o connati in un anello parenchimatico posto sulla parte apicale dell'achenio.

## Biologia
- Impollinazione: l'impollinazione avviene tramite insetti (impollinazione entomogama tramite farfalle diurne e notturne).
- Riproduzione: la fecondazione avviene fondamentalmente tramite l'impollinazione dei fiori (vedi sopra).
- Dispersione: i semi (gli acheni) cadendo a terra sono successivamente dispersi soprattutto da insetti tipo formiche (disseminazione mirmecoria). In questo tipo di piante può avvenire anche un altro tipo di dispersione: zoocoria. Infatti gli uncini (se presenti) delle brattee dell'involucro si agganciano ai peli degli animali di passaggio disperdendo così anche su lunghe distanze i semi della pianta.

## Distribuzione e habitat
Le specie di questo gruppo si trovano solamente nell'isola di Madagascar.

## Tassonomia
La famiglia di appartenenza di questa voce (Asteraceae o Compositae, nomen conservandum) probabilmente originaria del Sud America, è la più numerosa del mondo vegetale, comprende oltre 23.000 specie distribuite su 1.535 generi, oppure 22.750 specie e 1.530 generi secondo altre fonti (una delle checklist più aggiornata elenca fino a 1.679 generi). La famiglia attualmente (2021) è divisa in 16 sottofamiglie.

### Filogenesi
Le specie di questo gruppo appartengono alla sottotribù Centrapalinae H. Rob, descritta all'interno della tribù Vernonieae Cass. della sottofamiglia Vernonioideae Lindl.. Questa classificazione è stata ottenuta ultimamente con le analisi del DNA delle varie specie del gruppo. Dagli ultimi studi filogenetici sul DNA la tribù Vernonieae è risultata divisa in due grandi cladi: Muovo Mondo e Vecchio Mondo. Centrapalinae occupa una posizione centrale e appartiene al clade del Vecchio Mondo; in particolare è inclusa nel subclade africano più vicino alle specie tropicali americane.
La sottotribù, e quindi i suoi generi, si distingue per i seguenti caratteri:
- il portamento delle specie di questo gruppo è erbaceo perenne o subarbustivo;
- la pubescenza degli steli è fatta di peli semplici o irregolarmente da peli a forma di "T";
- le appendici delle antere talvolta hanno delle pareti cellulari ispessite;
- gli acheni possono avere fino a 10 coste;

In precedenza la tribù Vernonieae, e quindi la sottotribù di questo genere, era descritta all'interno della sottofamiglia Cichorioideae. Il genere di questa voce è stato anche descritto come appartenente alla sottotribù Erlangeinae H.Rob.  (sempre nel gruppo delle Vernonieae).
I caratteri distintivi per questo genere sono i seguenti:
- la pubescenza, sia degli steli che delle brattee, è formata da peli sericei, rossi con all'apice delle ghiandole multicellulari;
- l'infiorescenza è scapiforme.

### Elenco delle specie
Questo genere ha 3 specie:
- Bechium nudicaule (Less.) H.Rob.
- Bechium rhodolepis (Baker) H.Rob.
- Bechium rubricaule DC.